# Пост. Спастись и сохранить
«Пост. Спастись и сохранить» — научно-фантастический роман Дмитрия Глуховского, вышедший 20 апреля 2021 года на стриминговом сервисе Storytel в формате аудиокнига, которую читает сам автор. Позже роман вышел в бумажном варианте. Является второй частью (продолжением) романа «Пост», хотя отличается от первой части атмосферой и стилистикой. Переведён на 6 языков.
События романа происходят в России в постапокалиптический период. Действие начинается в Москве из которой перемещается в локацию первой части романа (пограничный пост под Ярославлем) и возвращается в Москву. Повествование идёт с точки зрения одного из героев, некоторые из которых уже знакомы по первой части.
Некоторые критики называют роман политическим и сатирическим. По их мнению, описание у автора фантастической России является описанием вполне современной российской действительности.

## Сюжет
Действие романа происходит в России спустя годы после Гражданской войны (Распада), когда от некогда огромного государства осталась лишь небольшая часть, назвавшаяся Московской империей. На западном рубеже империи Европа устроила блокаду. На востоке границы государства находятся всего в нескольких сотнях километров от столицы и пролегают по реке Волге — отравленной, превратившейся в непреодолимый барьер. После войны в Московию так никто и не приходил со стороны востока от Волги по единственному уцелевшему мосту через реку. На этом мосту и стоит «Ярославский пост» или просто «Пост».
Вторая часть романа начинается с событий, происходящих в Москве немного раньше времени первой части. Затем время повествовании синхронизируется и к новым персонажам романа присоединяются выжившие из первой части.
Два друга — казацкие сотники Александр Кригов и Юрий Лисицын — присутствуют на церемонии награждения самим императором Московии Аркадием Михайловичем. Ребята отправляются в кабак для «обмывания» новой награды — типичной армейской традиции. Здесь Юрий знакомится с балериной Катей.
Кригова вызывает к себе полковник московской контрразведки Иван Сурганов с предложением отправиться в экспедицию за реку Волгу. Александр соглашается и повышается до подъесаула.
Несколько недель спустя отряд Кригова так и не выходит на связь, из-за чего считается пропавшим без вести. Положение осложняется потерей контакта с Ярославским постом, где, предположительно, произошёл бунт. Лисицына лично приглашает в свою резиденцию император. Юрий соглашается отправиться на Ярославский пост с заданием не столько подавить бунт, сколько выяснить, что происходит в действительности. Лисицын повышается до подъесаула, как Кригов, и получает в подчинение сотню казаков. Перед отъездом Юрий делает Кате предложение.
На следующий день отряд Лисицына прибывает на мёртвый Пост, где в разбитом поезде обнаруживает трупы как Кригова, так и его людей, а также единственного выжившего на Посту — ничего не помнящего коменданта Полкана, запертого в изоляторе с трупом задушенного им отца Даниила.
Повествование возвращается к Егору, который с Мишель (главные действующие лица первой части романа) и спасёнными ими детям держат путь на Ростовский пост, где комендантом является Николай Рихтер, давний товарищ Полкана. Егор намерен дойти до поста и рассказать Николаю об угрозе одержимых. Во время ночлега парень замечает едущий в Ярославль состав (отряд Лисицына) и тщетно пытается его остановить. На следующий день герои доходят до поста «Ростов Великий». Но, как и следовало ожидать, комендант Рихтер не верит словам Егора, а в Москве и вовсе считают парня чуть ли не сумасшедшим.
Вскоре на Ростовский пост прибывает Лисицын с отрядом в полном составе и арестованным Полканом (к удивлению Егора, ведь тот уже считал отчима мёртвым). Егор и Мишель очень заинтересовывают подъесаула как выжившие свидетели. Мишель рассказывает, что беременна от Кригова, чем повергает Юрия в шок, однако тот обещает помочь девушке достичь Москвы.
Из Москвы приходит приказ ликвидировать всех выживших с Ярославского поста. Героев арестовывают и сажают в изолятор, где Егор насилует Мишель. Вскоре казаки с Юрием выводят ребят из изолятора и вместе с Полканом высаживают в неизвестном месте, где Полкана и Егора расстреливают. Юрий прячет Мишель от казни и казаков, обещая за ней вернуться. Однако не всё идёт по плану: за секунды до смерти Полкан обращается в одержимого и заражает расстрельную команду вместе с Лисицыным, которого оглушают. Казаки из команды становятся одержимыми, Лисицына спасает его бессознательное состояние.
Через несколько часов Мишель приводит Юрия в чувство, вдвоём герои возвращаются на ростовский пост, который уже оказывается захвачен одержимыми — персонал Поста и вся сотня лисицынских казаков заражены. Герои успевают спастись оттуда на дрезине. Юрий догадывается, что Сурганов знал об одержимых с самого начала, но не предупредил ни Кригова, ни самого Юрия и начинает подозревать полковника в заговоре против императора, который ничего об одержимых не знает, а также не решается признаться Мишель, что, помимо Полкана и Егора, ему пришлось казнить ещё и детей, которые с ней пришли.
На полпути до Москвы дрезина выдыхается, герои пешком доходят до ближайшего населённого пункта, где в свой дом их радушно принимают престарелые супруги. Мишель получает свежую одежду, Юрий пишет Кате прощальное письмо на случай своей гибели. Старик, вместе со своей женой оказавшийся беженцем с другой стороны Волги, раскрывает Юрию некоторые подробности относительно одержимых — когда мятежные регионы заявили о своём желании существовать независимо от Москвы, столица начала транслировать на их территории ту самую сводящую с ума бесовскую молитву и отключила электричество, — а также проясняет причину, по которой в Московии нет ни Интернета, ни телевидения, ни даже радио — боязнь того, что уцелевшие мятежники используют молитву против самой Москвы.
Отправляться дальше Юрия и Мишель вынуждают приближающиеся одержимые. За пару часов казак и девушка пешком достигают обжитого людьми здания вокзала. Лисицын безуспешно пытается реквизировать у жителей грузовик. Во время ссоры у него вдруг начинается приступ одержимости. От Юрия молитвой заражается весь вокзал. Мишель, не желая убивать своего нового друга, оглушает его. Вскоре приступ проходит, и Юрий вновь становится вменяемым человеком. Вместе они забирают грузовик и едут на нём в Москву дальше.
В километре от города Юрия застаёт врасплох новый приступ. Мишель запирает друга в грузовике. Однако границы города оказываются надёжно защищены выставленным оцеплением из казаков, убивающих абсолютно любого, кто подходит на расстояние прицельного выстрела. Мишель держит Юрия запертым на протяжении 2 недель, прежде чем он, сильно исхудавший, вновь приходит в себя. Тем временем толпа одержимых подходит к Москве…
Лисицына узнают казаки из его полка и пропускают вместе с Мишель. Юрий отвозит девушку к родителям Кригова, Ирине Антоновне и Анатолию. Анатолий рассказывает Мишель, что отец императора, Михаил I, смог остановить Гражданскую войну лишь осмелившись применить против мятежников нейролингвистическое оружие (НЛП). Однако об этом мало кто знает, большинство (даже его сын, император Аркадий Михайлович) считают Михаила I святым чудотворцем, которого должны причислить к лику святых. К дому прибывает полиция с целью ареста Юрия (его сдала Ирина Антоновна за разговоры об одержимых), но тот успевает сбежать и скрыться. Тем временем мать Кригова, архивный работник, находит информацию о родителях Мишель. Правда шокирует героиню: после прихода к власти императора Михаила все родственники Мишель (в том числе и родители) были объявлены врагами народа и расстреляны, а потому сама Мишель является опальной персоной и в Москве ей опасно находиться. Мишель рассказывает Криговым об одержимых, но Ирина Антоновна запрещает ей говорить такое при людях. Мишель не слушается, сбегает от супругов Криговых и во время праздничного крестного хода выкрикивает об угрозе одержимых и способе защиты от них, за что отправляется в тюрьму как мятежница.
Вскоре Юрия ловят в Катиной квартире люди Сурганова (по наводке самой Кати). Последний объясняет Лисицыну, что он действительно знал об одержимых, однако император не терпит даже слухов о них, убеждённый, что это лишь мятежники-реваншисты; а также никому не позволяет сомневаться в своём покойном отце, пресекая на корню рассказы об НЛП-оружии. Сурганов допускает, что лишь Лисицын, которого император лично попросил выяснить происходящее, сможет раскрыть тому глаза на истину.
С помощью Сурганова Юрий пробирается к императору во время спектакля в Большом театре и рассказывает, что вокруг Москвы собираются одержимые, а не мятежники, и надо срочно принимать меры именно против такой угрозы. Аркадий Михайлович приходит в бешенство и объявляет Лисицына изменником. Охрана заламывает Лисицыну руки и валит на пол рядом с императором. У Лисицына меркнет в глазах — признак начала приступа. Император продолжает кричать и угрожать, но внезапно он жестоко убивает собственных детей… В зале «прорастает что-то иное, жуткое, не человеческое». Конец.
Эпилог
Через несколько месяцев Мишель, к которой вернулся слух, освобождают из тюрьмы люди, послушавшиеся девушку и пробившие себе уши. Опасность миновала, одержимые умерли. Благодарные люди называют Мишель, находящуюся на последних месяцах беременности, «блаженной»…